# Шеоба
Шеоба (на македонска литературна норма: Шеоба) е село в Северна Македония, в община Неготино.

## География
Шеоба е разположено в южното подножие на Конечката планина (Серта), северно от пътя Неготино - Струмица.

## История
В XIX век Шеоба е турско село в Щипска кааза на Османската империя. Според статистиката на Васил Кънчов („Македония. Етнография и статистика“) от 1900 година Шех Оба има 215 жители, всички турци.
След Междусъюзническата война в 1913 година селото остава в Сърбия.
На етническата си карта от 1927 година Леонард Шулце Йена показва Шеоба (Šeoba) като турско село.